# Pishva
Pishva este un oraș din Iran.